# Ајше-султанија (ћерка Бајазита II)
Ајше-султанија (тур. Ayşe Sultan) је била ћерка Бајазита II, рођена сестра Принца Коркута и султаније Фатме.

## Живот и смрт
Удала се 1479. године за Гувеји Синан-пашу, који је био гувернер Румелије и Анатолије. Са њим је имала седморо деце; сина и пет ћерки. Живела је са супругом у  Кутахји и Гелиболуу.
Дана 12. јануара 1504. године остаје удовица, настањује се у Истанбулу и остатак живота проводи радећи у добротворне сврхе. У Једрену је изградила џамију и у Галипољу школу за бескућнике 1505. године.
Утврђено је да је Ајше удата 1505 године за Капиагу Јакуп-пашу, који након венчања постаје намесник Румелије.
Верује да није била толико посвећена брату и сестри, колико судбини своје деце. Речено је да је током владавине султана Селима имала финансијских проблема. 
Умрла је у Истанбулу 1515. године или након тога (према неким изворима, умрла је 1523. године).

## Потомство[1]
- Ахмед-бег (тур. Ahmed Bey) - намесник Визе од 1504. године, ожењен у јануару 1506. године за ћерку Хасан-паше, намесника Румелије . Са њом је имао ћерку Гевхерхан.
- Мехмедшах-бег (тур. Mehmedşah Bey) - намесник Анкаре од 1518. године, 1519. године намесник Ментеше.
- Гевхершах султанија - удата први пут за Ибрахим-бега, са којим је имала ћерку Фатму (удата 1518. године за намесника Алање). Ибрахим-бега је из непознатих разлога султан Селим погубио током своје владавине. Султан Селим ју је убрзо преудао за Дукађиноглу Мехмед-пашу, сина Дукађиноглу Ахмед-паше (умро 1557). Са њим је имала сина Искендер-бега и ћерку Рукије.
 Умрла је у Алепу 4. априла 1552,где је њен муж био намесник, по повратку са ходочашћа у Меки. Сахрањена је у Ал-Алдилијах џамији у Алепу, у склопу које има своју гробницу, која је направљена по наређењу њеног супруга Мехмед-паше. У новембру 1553. године Сулејман Величанствени је обавио молитву у њеној гробници. Локацију њене гробнице је искористио за мамлучки погребни преседан, који је предвиђао промену архитектонског покровитељства западно од џамије.
- Ајше Ханзаде султанија - удата у новембру 1503. за Дукакинзаде Ахмед-бега, санџак-бега Анкаре, који је био син султаније Гевхермулук. Са њим је имала ћерку Михри.
- Фатма султанија - удата 28. јуна 1506. године за сина Месих-паше, Али-бега. Са њим је имала сина, Ахмед-бега, који је био ожењен ћерком мајчине тетке Фатме.
- Камершах султанија (тур. Kamerşah Hanımsultan) - њу је мајка као и њену сестру Фатму удала лета 1506 године ; Фатму за сина Месих-паше, а Камершах за унука Месих-паше Ахмед-бега 6. јула 1506. године.
- Михрихан султанија - удата 1505. године за Хасан-пашу, намесника Лерина, где је живела са супругом. Из брака је имала ћерку Неслихан. Њена рођака, Ханчерли Фатма султанија, у једном писму Ибрахим-паши Паргалији, помиње Михрихан. Умрла је 1560. године и сахрањена је у џамији њеног мужа у Тесалији.